# Vieira iridea
Vieira iridea is een insect uit de familie van de gaasvliegen (Chrysopidae), die tot de orde netvleugeligen (Neuroptera) behoort. 
Vieira iridea is voor het eerst wetenschappelijk beschreven door Olivier in 1792.